# Хоенлајпиш
Хоенлајпиш (њем. Hohenleipisch) општина је у њемачкој савезној држави Бранденбург. Једно је од 33 општинска средишта округа Елбе-Елстер. Према процјени из 2010. у општини је живјело 2.258 становника. Посједује регионалну шифру (AGS) 12062240.

## Географски и демографски подаци
Хоенлајпиш се налази у савезној држави Бранденбург у округу Елбе-Елстер. Општина се налази на надморској висини од 135 метара. Површина општине износи 34,8 km². У самом мјесту је, према процјени из 2010. године, живјело 2.258 становника. Просјечна густина становништва износи 65 становника/km².